# Regina Askia-Williams
Pour les articles homonymes, voir Williams.
Regina Askia-Williams (née Imaobong Regina Askia Usoro le 16 décembre 1967 à Lagos) est une actrice et mannequin nigériane. Elle est née au Nigeria et a grandi aux États-Unis où elle est infirmière praticienne, militante des soins de santé et de l'éducation, productrice de télévision, écrivaine et oratrice,.

## Biographie
En 1988, Regina Askia-Williams, une ancienne étudiante en médecine qui était passée de l'université de Calabar à l'université de Lagos a été couronnée Miss Unilag. La même année, elle participe au concours MBGN 1988. Alors qu'elle était favorite, elle s'est classée deuxième. Cependant, elle devient titulaire du titre l'année suivante, lorsque la gagnante Bianca Onoh démissionne. En 1990, Regina Askia-Williams représente le Nigeria à Miss Charm International qui se tient à Leningrad, en Russie, et se classe deuxième. Elle entre également dans l'histoire en devenant la première Nigériane à Miss International au Japon, où elle se fait remarquer par son costume traditionnel.
Après avoir été reconnue publiquement au Nigeria en tant que gagnante d'un concours de beauté, Askia-Williams a entamé une carrière de mannequin. En tant que mannequin, Regina Askia-Williams est apparue dans plusieurs publicités de la presse écrite et de la télévision nigériane, notamment pour le fast-food Chicken George, les soins capillaires Kessingsheen, la chaîne de magasins Collectibles et, plus célèbre encore, Visine. Elle a également participé à plusieurs défilés. En 2007, elle a défilé pour la gamme de produits nettoyants pour le visage 2000-N-Six aux côtés de sa fille, le mannequin Stephanie Hornecker. En 2005, elle a organisé un défilé de mode à l'ambassade du Nigeria à New York pour sensibiliser le public au sort des enfants au Nigeria, et en 2006, elle a organisé un défilé de mode caritatif au Lehman College dans le Bronx, à New York, qui présentait les créations de grands stylistes africains et de sa propre marque, Regine Fashions.
Regina Askia-Williams est devenue actrice en 1993, lorsqu'elle a joué le rôle de Tokunbo Johnson, un chercheur d'or, dans le feuilleton nigérian Fortunes (devenu Mega Fortunes) sur NTA Network, un rôle qui lui a valu d'être acclamée par la critique et de jouer dans des films de Nollywood. Elle a reçu plusieurs prix pour ses performances - dont celui de « Meilleure actrice au Nigeria » décerné par Afro Hollywood London en 2000 et a produit plusieurs émissions de télévision et films.
Askia-Williams a joué dans plusieurs films Nollywood dans les années 1990 et au début des années 2000, dont la plupart ont été filmés pour être diffusés directement en vidéo, atteignant ainsi un large public au Nigeria et ailleurs en Afrique, comme en Tanzanie et au Ghana. Elle est devenue l'une des plus grandes célébrités du Nigeria. Les films d'Askia-Williams et d'autres films de Nollywood sont régulièrement diffusés par les chaînes de télévision nigérianes, notamment ITV, StarTV et la chaîne publique TVT. Regina Askia-Williams a été comparée à Elizabeth Taylor pour sa célébrité et a été payée environ 300 000 naira pour un rôle principal, au même titre que d'autres actrices nigérianes de premier plan.
Regina Askia-Williams s'est également intéressée de près à l'aide médicale au Nigeria. Dans une interview, elle décrit un projet auquel elle a participé :

« Il s'agit d'un projet afro-américain intitulé Renaissance Network Africa, auquel participent trois médecins africains respectables... Notre objectif est de redonner à l'Afrique sa gloire en permettant aux Noirs américains qui croient que l'Afrique est leur racine d'entretenir de bonnes relations avec les Africains de la diaspora. Cette voie permettra aux Africains et aux Américains d'origine africaine d'entretenir de bonnes relations d'affaires. Elle facilitera également les investissements, car c'est le seul moyen de contribuer à la reconstruction de l'image du front intérieur nigérian[réf. nécessaire]. »

Diplômée de l'université de Lagos en biologie, elle est récemment devenue infirmière diplômée, après avoir obtenu son diplôme d'infirmière praticienne au Wagner College, aux États-Unis. Regina Askia-Williams s'efforce toujours de promouvoir une plus grande collaboration entre l'Afrique et sa diaspora par le biais de ses défilés de mode et de missions médicales en Afrique. Elle coanime un programme de discussion diffusé sur Internet, African Health Dialogues. Ce programme traite de sujets tels que l'efficacité des cliniques médicales mobiles en Afrique. Ses articles ont également été publiés en ligne, ainsi que dans la série Saturday Clinic du journal nigérian This Day. 
Regina Askia-Williams a survécu aux attentats du 11 septembre 2001. Elle s'est échappée du bâtiment où elle travaillait à l'époque, trois mois seulement après s'être installée à New York avec sa famille. En 2007, Regina Askia-Williams fait partie des femmes africaines récompensées par l'organisation Celebrating African Motherhood (CAM) lors d'un gala à Washington.
Elle a arrêté de jouer pendant un certain temps avant de faire son retour dans un film intitulé Web.

## Vie privée
Regina Askia-Williams est mariée à l'Américain Rudolph « Rudy » Williams, neveu de Ron Everette et petit-fils de Fess Williams ; le couple a deux enfants - sa fille Teesa Olympia et son fils Rudolph Junior. L'autre fille d'Askia-Williams, le mannequin Stephanie Hornecker, est issue d'une précédente relation. Elle vit actuellement aux États-Unis avec sa famille et est infirmière praticienne à New York.

## Filmographie
- 2007 : Slave Warrior: The Beginning (video)
- 2004 : Veno (video)
- 2003 : Dangerous Babe
- 2003 : Man Snatcher (video)
- 2002 : Festival of Fire
- 2000 : Vuga
- 2000 : Vuga 2
- 2000 : The President's Daughter
- 1998 : Dirty Game (video)
- 1998 : Full Moon
- 1998 : Suicide Mission
- 1997 : Highway to the Grave
- Juliet Must Die
- Maximum Risk
- Mena
- Queen of the Night
- Red Machete
- Most Wanted